# John Neulinger
John Neulinger ( * 26 de abril de 1924 - 20 de junio de 1991) fue un psicólogo alemán-estadounidense y profesor emérito de psicología en el City College de Nueva York. Neulinger es conocido por su contribución de una teoría psicológica social de ocio en el campo de los estudios de ocio.
La teoría Neulinger de ocio se define por un estado psicológico de la mente que exige dos criterios para el ocio: libertad percibida y motivación intrínseca. Neulinger En teoría, los individuos se puede decir que estar en un estado de ocio si simplemente perciben que tienen la libertad de elegir las actividades y se sienten motivados por una actividad por sí misma, no solo por sus consecuencias. Neulinger fue popularizado en su libro The Psychology of Leisure publicado en 1974.

## Teoría del Ocio
La teoría del ocio de Neulinger, a veces denominado el paradigma de Neulinger,  fue publicado por primera vez en el libro de 1974, The Psychology of Leisure}}. La teoría es un modelo continuo de ocio, con el criterio de una condición Neulinger pide percibir la libertad. Esta libertad que se percibe es un estado de ánimo que uno elige libremente para llevar a cabo una actividad o cualquier otra actividad-debido a que uno "quiere hacerlo". [ Si un individuo está involucrado en una actividad donde sólo hay recompensa intrínseca y la libertad percibida, que esa persona se dice que está comprometido en el ocio.

## Deceso
Neulinger fallece en su hogar de un ataque cardíaco a los 67 años, en Dolgeville, Nueva York.  Desde su deceso, los colegas en el campo de los estudios del ocio se refieren a Neulinger como un "visionario del ocio".

## Publicaciones

### Libros
- Neulinger, John (1981) [1974]. The Psychology of Leisure. Springfield, IL: Charles C. Thomas. ISBN 0398031061.
- Neulinger, John (1986) [1977]. What Am I Doing? The WAID. Dolgeville, NY: Leisure Institute.
- Neulinger, John (1981). To Leisure: An Introduction. Boston: Allyn and Bacon. ISBN 0205069363.
- Neulinger, John (1990). Road to Eden After All: A Human Metamorphosis. Leisure Institute. ISBN 9050130143.

### Artículos
- Brim, Orville G.; John Neulinger; D. C. Glass (1965). «Experiences and Attitudes of American Adults concerning Standardized Intelligence Tests». Technical Report No. 1 on the Social Consequences of Testing (Nueva York: Russell Sage Foundation). Archivado desde el original el 26 de marzo de 2009. Consultado el 23 de febrero de 2010.
- Neulinger, John; Miranda Breit (Summer 1969). «Attitude Dimensions of Leisure». Journal of Leisure Research 1 (3): 255-261.
- Neulinger, John; Miranda Breit (Spring 1971). «Attitude Dimensions of Leisure: A Replication Study». Journal of Leisure Research 3 (2): 108-115.
- Neulinger, John (Jul., 1971). «Leisure and Mental Health: A Study in a Program of Leisure Research». The Pacific Sociological Review (University of California Press) 14 (3): 288-300.
- Glass, David C.; John Neulinger; Orville G. Brim, Jr. (1974). «Birth Order, Verbal Intelligence, and Educational Aspiration». Child Development 45 (3): 807-811. PMID 4143834. doi:10.2307/1127851.
- Neulinger, John (1979). «Leisure: A State of Mind That All Desire but Few Achieve».  En Hillel Ruskin, ed. Leisure, Toward a Theory and Policy: Proceedings of the International Seminar on Leisure Policies, Jerusalem, 11-14 June 1979. Fairleigh Dickinson University Press. pp. 172-181. ISBN 0838631347.
- Neulinger, John; Steven Kopor (Spring/Summer 1981). «Leisure Experienced by an Intellectual Elite: A Survey of the Mensa Society». Mensa Research Journal (Mensa Education and Research Foundation) 10 (17): 25-33.
- Neulinger, John (Jan., 1982). «Leisure Lack and the Quality of Life: The Broadening Scope of the Leisure Professional». Leisure Studies (Routledge) 1 (1): 53-63. doi:10.1080/02614368200390051.